# دريقس دارت
دريقس دارت هي طائرة رياضية خفيفة، بُنيت في أمريكا في نهاية 1920.

## التطوير
صمم إيفان دريقس طائرة دارت1 أحادية المقعد و أحادية السطح في عام 1926. و في عام 1927، طُور التصميم إلى دارت 2 ثنائية المقعد ثنائية السطح، و تقل مساحة  جناحها السُفلي عن مساحة جناحها العلوي بمقدار 50%.

## التاريخ التشغيلي
بُنيت ثلاثة نماذج من طائرة دارت 1 أحادية السطح، و فازت بجولة  فورد الهوائية للطائرات الخفيفة في عام 1926. اختبرت القوات الجوية الأمريكية أحدها كطائرة استطلاع، لكن لم يتم طلب أي طائرات من الشركة.
ظهرت دارت 2 ثنائية السطح في عام 1927، وبُني منها 4 نماذج على الأقل بواسطة دريقس وبعض الطائرات الأخرى بُنيت بواسطة الهواة في مطلع 1930. بقيت طائرة دارت 2 صالحة للملاحة، ففي متحف استعادة الطائرات التاريخية في مدينة كريف كوير في ولاية ميسوري بالقرب من سانت لويس، الولايات  المتحدة.

## الأنواع والمواصفات

### دارت 1

#### مواصفات عامة
- طائرة أحادية المقعد، أحادية  السطح و ذات مقصورة مفتوحة.
- المحرك:محرك أنزاني تبلغ قدرته 35 حصان.
- مدى الجناح: 26 قدم.
- طولالطائرة: 17 قدم و 7 بوصة.
- الحمل: 192 باوند

#### الأداء
- السرعة القصوى: 95 ميل/ساعة.
- سرعة الطيران: 80 ميل/ساعة.
- سرعة انفصال الهواء عن الجناح: 42ميل/ساعة.

### دارت 2

#### مواصفات عامة
- طائرة ثنائية المقعد، ثنائية السطح، ذات مقصورة مغلقة.
- عدد أفراد الطاقم:1
- سعة الطائرة:1
- طولالطائرة: 19 قدم و6 بوصة (5.94 متر).
- مدى الجناح:28 قدم للأجنحة العلوية (8.53 متر).
- الوزن الصافي للطائرة:380 باوند (172 كغم).
- الوزن: 750 باوند (340 كغم).
- المحرك:محرك دوار سالمسون ايه دي9، 9 أسطوانات، تبلغ قدرته 50 حصان (37 كيلو وات)

#### الأداء
- السرعة القصوى: 90ميل/ساعة (145 كم/ساعة).
- سرعة الطيران: 75 ميل/ساعة (121 كم/ساعة).
- سرعة انفصال الهواء عن الجناح: 30ميل/ساعة (48 كم/ساعة).
- مدى الطيران: 350 ميل (563 كم).